# Neanthes irrorata
Neanthes irrorata är en ringmaskart som först beskrevs av Anders Johan Malmgren 1867.  Neanthes irrorata ingår i släktet Neanthes och familjen Nereididae. Arten är reproducerande i Sverige. Inga underarter finns listade i Catalogue of Life.